# Saint-Léger-des-Vignes
Saint-Léger-des-Vignes – miejscowość i gmina we Francji, w regionie Burgundia-Franche-Comté, w departamencie Nièvre.
Według danych na rok 1990 gminę zamieszkiwało 2181 osób, a gęstość zaludnienia wynosiła 238 osób/km² (wśród 2044 gmin Burgundii Saint-Léger-des-Vignes plasuje się na 92. miejscu pod względem liczby ludności, natomiast pod względem powierzchni na miejscu 981.).